# Райнольд VI фон Урслинген
Райнольд VI фон Урслинген (нем. Reinold VI. von Urslingen) (р. ок. 1364 — ум. 1442) — герцог Урслингена, представитель одноимённой швабской династии.

## Биография
Сын Конрада VII Урслинген и Верены фон Кренкинген. После смерти отца унаследовал владения в Швабии, включая замок и город Шильтах. В 1381 году из-за финансовых трудностей продал замок и город Шильтах графу Вюртемберга Эберхарду II за 6 тыс. золотых гульденов.
Поскольку семья его матери Кренкингены до 1413 года владела замком и городом Тинген, Райнольд претендовал на власть над ними. 1 августа 1415 года он напал на принадлежавший уже два года княжеству-епископству Констанц город с наемной армией в 20 тыс.человек, которая штурмом вошла в город, но в конечном итоге была побеждена горожанами. В городе с XV века существует праздник Швицертаг (нем. Schwyzertag), но нет точных доказательств, что он связан именно с нападением Урслингенов.
Умер в 1442 году. Похоронен в Вайтердингене.

## Семья
Жена — Анна фон Юзенберг (ум. до 24 августа 1437 г.), дочь Хессо IV фон Юзенберга и Агнес фон Гогенгерольдсек.
У них было двое детей:
- Генрих V фон Урслинген (р. 1410 — ум. 1430)
- Гута фон Урслинген (р. ок. 1429 — ум. после 1449). В 1448 году вышла замуж за Г. фон Бонндорфа.